# Siège du gouvernement-général japonais à Séoul

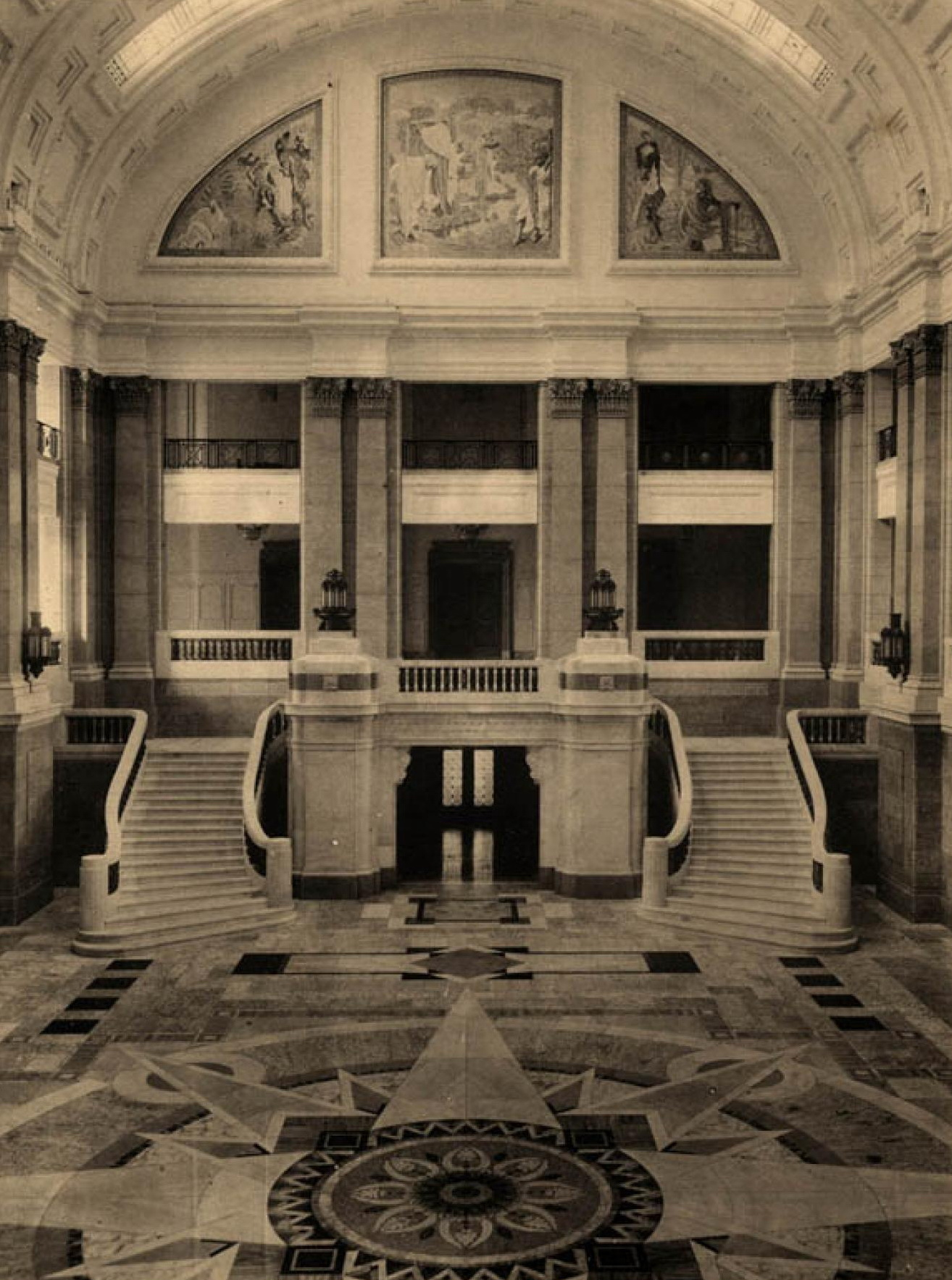
Intérieur du bâtiment.

Le siège du gouvernement-général japonais à Séoul (en coréen : 조선총독부 청사, Joseon-chongdokbu Cheongsa), également connu sous le nom de bureau du gouvernement-général ou de Capitole de Séoul, est un bâtiment situé dans l'arrondissement de Jongno-gu à Séoul en Corée du Sud, de 1926 à 1996.
Construit par l'empire du Japon au sein du complexe du Gyeongbokgung, le palais royal de Joseon, il est à l'époque le plus grand bâtiment gouvernemental d'Asie de l'Est. Il sert de bâtiment administratif principal de Chōsen et de siège de son gouvernement-général à Keijō de 1926 à 1945. Après l'indépendance de la Corée du Sud en 1948, il devient le siège de l'Assemblée nationale et du ministère du logement du gouvernement de la Corée du Sud jusqu'en 1950, date à laquelle il est endommagé pendant la guerre de Corée et laissé intentionnellement à l'abandon pendant plus d'une décennie. Le président Park Chung-hee fait restaurer le bâtiment en 1962 pour accueillir des fonctions gouvernementales jusqu'en 1986 où il est transformé en musée national de Corée.
Jusqu'à sa démolition, le bâtiment est longtemps considéré comme un symbole de l'impérialisme japonais et comme un obstacle à la reconstruction du Gyeongbokgung. La décision de sa démolition en 1993 est l'objet d'une opposition mais il est finalement démoli en 1995-1996.

## Histoire

### Corée japonaise
En 1910, la colonisation japonaise de la Corée commence lorsque l'empire du Japon annexe officiellement l'Empire coréen avec le traité de 1910, mettant fin à plus de 500 ans de période Joseon et la Corée perd sa souveraineté cinq ans après avoir été envahie et colonisée par le Japon. Les Japonais font de Hanseong (Séoul) la capitale coréenne, la renommant Keijō en japonais et Gyeongseong en coréen. En 1911, les Japonais décident d'ériger un nouveau bâtiment à Séoul pour abriter la nouvelle administration coloniale dirigée par le gouverneur-général de Corée. Le bâtiment du gouvernement-général est conçu par l'architecte Georg De Lalande dans le style néo-classique, très populaire au Japon à l'époque. La nouvelle structure est un bâtiment en granit gris avec un dôme en cuivre . De Lalande, qui est Allemand et vit au Japon depuis 1901, y a conçu de nombreux bâtiments administratifs jusqu'à sa mort en 1914 et est remplacé sur le projet par l'architecte japonais Nomura Ichirō. La construction du bâtiment du gouvernement-général commence le 25 juin 1916 dans l'enceinte du Gyeongbokgung, l'ancien complexe du palais royal de la dynastie Joseon, situé au nord de Séoul. L'emplacement est choisi pour obstruer délibérément la vue sur le Gyeongbokgung depuis le centre de Séoul et pour légitimer la domination coloniale japonaise. Tous les bâtiments du Gyeongbokgung, sauf dix, sont démolis pour faire place à la construction du siège du gouvernement-général et de ses terrains, et de nouvelles démolitions prévues ne sont empêchées que grâce à une campagne de l'intellectuel japonais Sōetsu Yanagi.
Le bâtiment du gouvernement-général est officiellement achevé dix ans plus tard, le 1er octobre 1926, et le bureau du gouverneur-général y est transféré.

### Après l'indépendance coréenne
La domination japonaise en Corée prend fin avec la capitulation du Japon d'août 1945 et les États-Unis occupent le territoire de la Corée au sud du 38e parallèle (y compris Séoul) où le gouvernement militaire de l'armée des États-Unis en Corée (USAMGIK) est établi. Celui-ci rebaptise le bâtiment du gouvernement-général en « Capitole », et il devient connu à l'étranger sous le nom de « Capitole de Séoul ». Le 31 mai 1948, le bâtiment devient le siège de l'assemblée constituante de Corée du Sud, précurseur de l'Assemblée nationale. Le 24 juillet, la cérémonie d'investiture de Syngman Rhee en tant que premier président de la république de Corée se tient devant le bâtiment du gouvernement-général. Le 15 août, l'inauguration de la Première République a lieu au bâtiment du gouvernement-général à la suite du transfert officiel du pouvoir de l'USAMGIK au gouvernement de la Corée du Sud, devenant ainsi le premier siège de l'Assemblée nationale, et est occupée par divers ministères du gouvernement. Le bureau du gouverneur-général japonais devient celui du Premier ministre.
Le bâtiment du gouvernement-général est lourdement endommagé après le déclenchement de la guerre de Corée en juin 1950, lorsque les forces de Corée du Nord envahissent la Corée du Sud en traversant le 38e parallèle, et que l'armée populaire de Corée font brièvement du bâtiment leur quartier général jusqu'à ce que les forces des Nations unies reprennent Séoul en septembre 1950. Les Nord-Coréens incendient le bâtiment du gouvernement-général lors de leur retrait, détruisant complètement l'intérieur, et celui-ci reste à l'abandon et en ruine, même après la fin de la guerre en 1953. Le président nationaliste Rhee refuse de restaurer le bâtiment car son état de ruine est en partie symbolique de la fin de l'occupation japonaise, mais l'espace extérieur restant est utilisé comme music-hall en plein air .
Le bâtiment du gouvernement-général survit pendant encore deux décennies comme siège du gouvernement après le coup d'État de 1961 de Park Chung-hee, établissant le gouvernement militaire du Conseil suprême pour la reconstruction nationale. Le 22 novembre 1962, le général Park effectue d'importants travaux de réparation et de rénovation du bâtiment abandonné afin de l'utiliser comme bureaux indispensables au gouvernement central. Témoin des bouleversements politiques et sociaux majeurs de l'histoire moderne de la Corée, le bâtiment abrite des bureaux du gouvernement, dont celui du Premier ministre, jusqu'au début des années 1980, lorsque de nouveaux quartiers sont construits à proximité. En 1968, la porte d'entrée de style occidental est démolie pour la reconstruction de Gwanghwamun, la porte principale et la plus grande du palais du Gyeongbokgung. En 1970, de nombreux bureaux gouvernementaux sont transférés dans le nouveau complexe du gouvernement central situé à côté du bâtiment du gouvernement-général.
Le 25 mai 1981, le président Chun Doo-hwan donne l'ordre de déplacer le musée national de Corée dans le bâtiment du gouvernement-général. En 1982, le gouvernement sud-coréen annonce un plan de déménagement au peuple coréen et le projet commence. Après que la dernière réunion du Conseil d'État s'y soit tenue le 19 mai 1983, il connait une période de rénovation et rouvre ses portes en août 1986 comme musée national.

### Démolition
La question de l'avenir du bâtiment du gouvernement-général est ouverte après que Kim Young-sam soit devenu président en 1993. En août de la même année, il annonce qu'il sera démoli à partir de 1995, à l'occasion du 50e anniversaire de la fin de la domination coloniale japonaise et du 600e anniversaire du palais du Gyeongbokgung. Des plans sont annoncés pour la construction d'un nouveau musée national sur le site. Le bâtiment du gouvernement-général faisait l'objet d'appels à la démolition depuis la présidence de Rhee, presque immédiatement après la fin de la domination coloniale japonaise.
La proposition de démolition du bâtiment du gouvernement-général est controversée en Corée du Sud et la question fait l'objet d'un débat public intense. Le président Kim et les partisans de la démolition font valoir que le bâtiment est un symbole de l'impérialisme japonais et qu'il a été construit délibérément pour dégrader le palais du Gyeongbokgung. Les opposants à la démolition rétorquent que la Corée du Sud, aujourd'hui pays riche, n'est plus troublée par un tel symbolisme et que des rappels de l'ère coloniale sont nécessaires. Beaucoup s'opposent à la démolition en raison des dépenses engagées et de la valeur architecturale du bâtiment existant, car d'autres bâtiments de l'époque coloniale japonaise à Séoul, tels que l'ancienne gare de Séoul et la bibliothèque métropolitaine de Séoul, sont considérés comme des monuments de la ville. De plus, le bâtiment lui-même a été le théâtre d'événements importants tels que la déclaration d'indépendance de la Corée du Sud.
Une proposition est faite pour déplacer le bâtiment du gouvernement-général vers un nouveau site, même si cela serait beaucoup plus coûteux que la démolition. Néanmoins, la destruction commence le jour de la libération de Corée (Gwangbokjeol) le 15 août 1995, avec la suppression du dôme. Le 13 novembre 1996, le bâtiment est entièrement démoli. Aujourd'hui, le sommet du dôme et plusieurs autres pièces reconnaissables du bâtiment sont exposés au Hall de l'indépendance à Cheonan, dans le cadre d'un monument commémorant l'histoire du bâtiment et de sa démolition,.

## Galerie

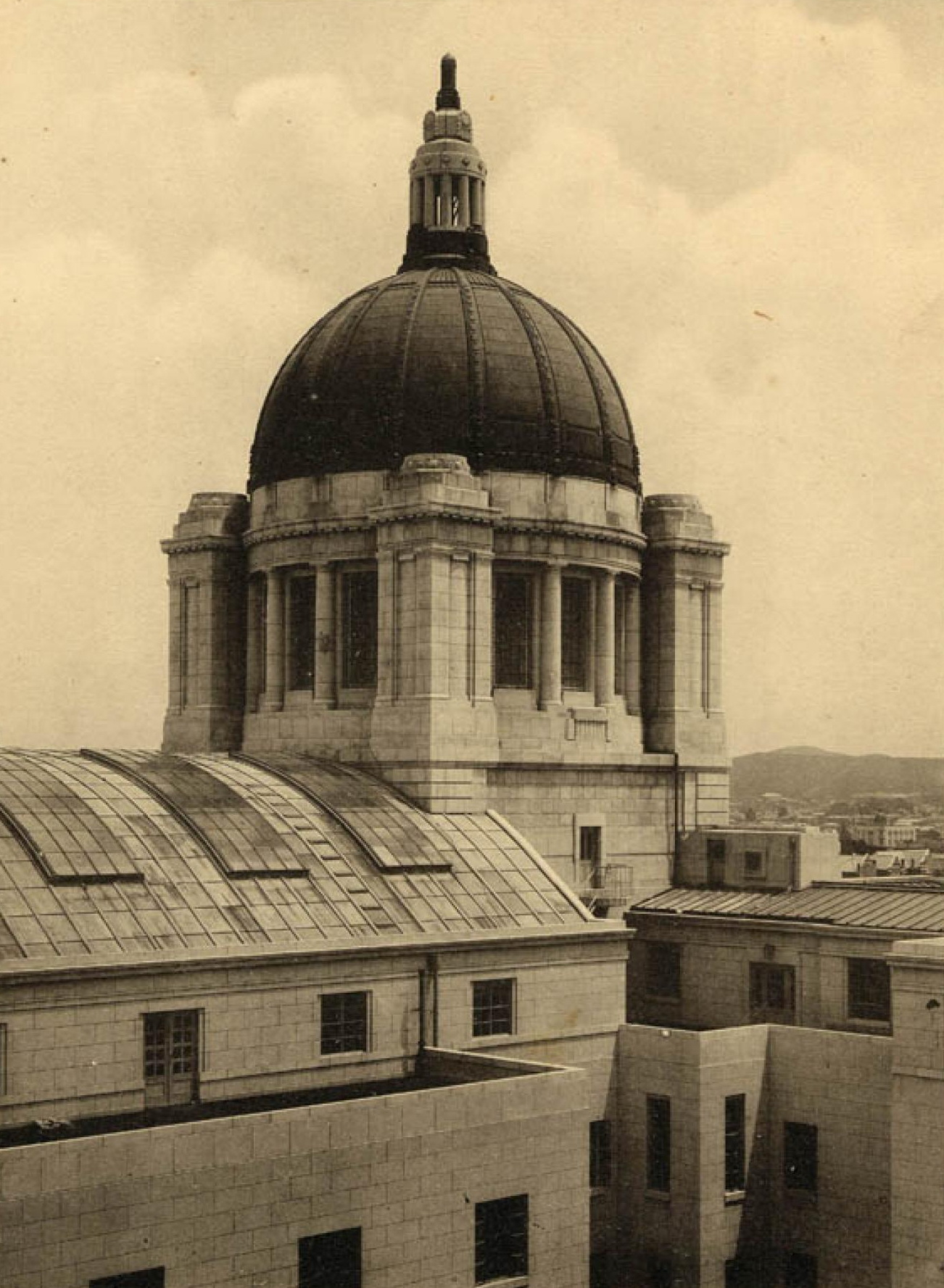
Dôme du bâtiment
Ruines de Séoul avec le bâtiment du gouvernement-général en arrière-plan, le 1er novembre 1950
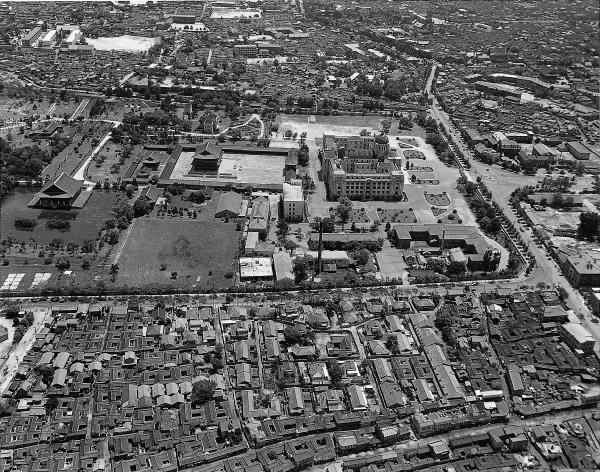
Vue aérienne du bâtiment au sein du complexe du palais de Gyeongbok en 1965
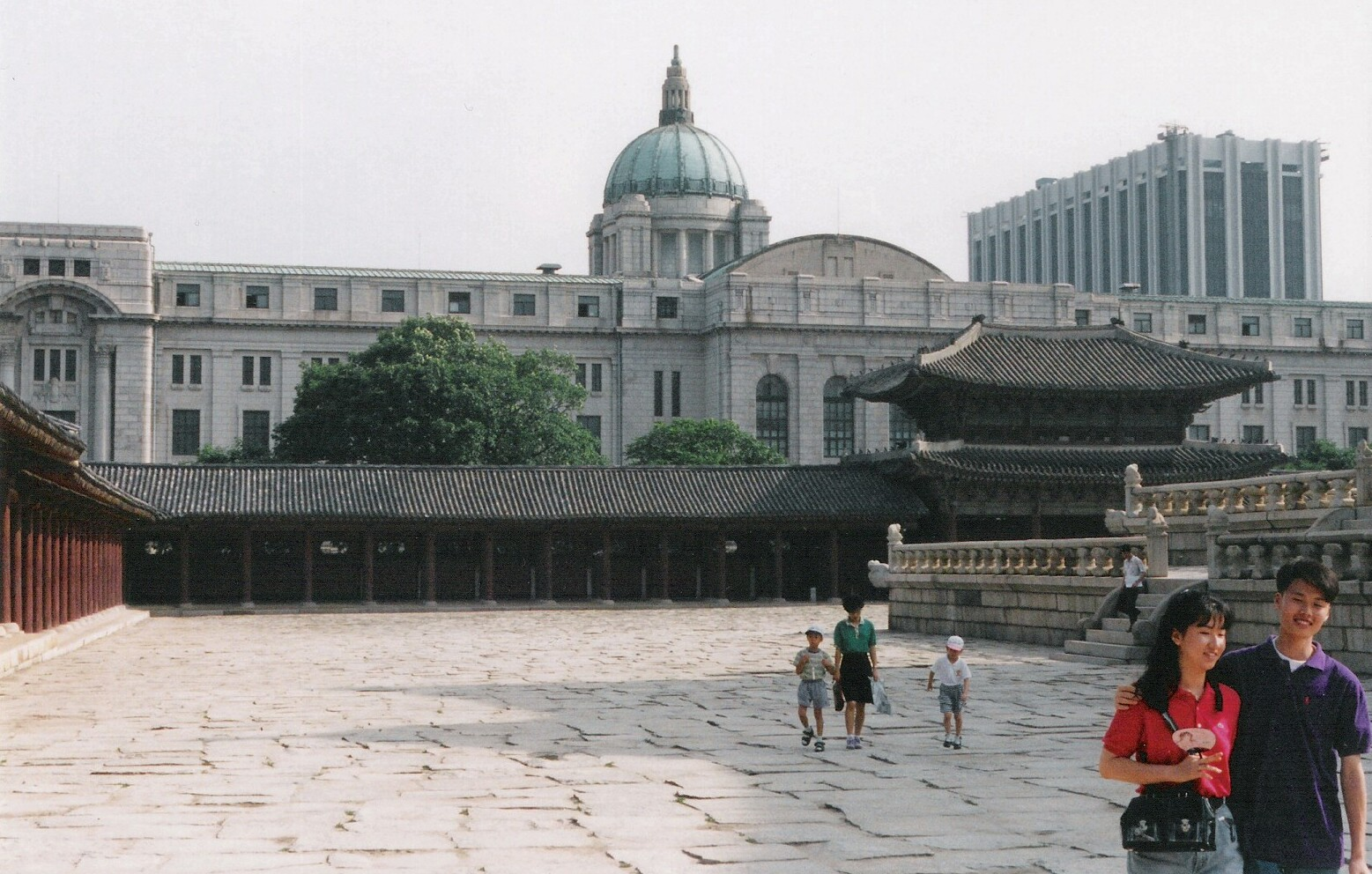
Le bâtiment au sein du complexe du Gyeongbokgung en 1995
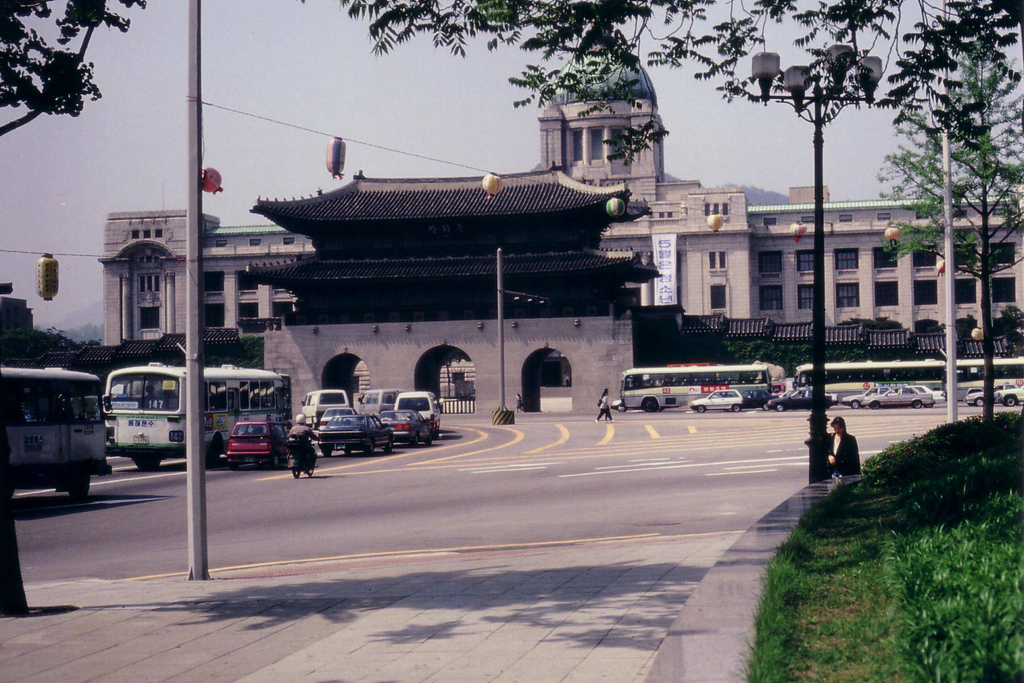
Au début des années 1990, la pression croissante en faveur du retrait du bâtiment du centre de Séoul s'accentue
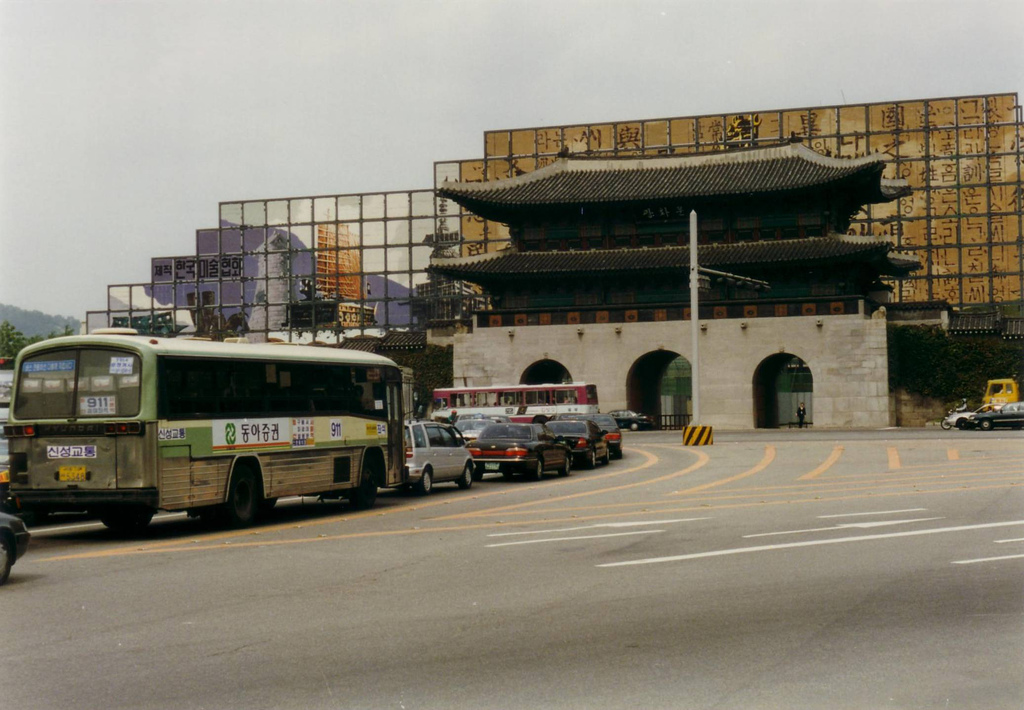
Destruction du bâtiment colonial derrière un paravent décoratif en 1996
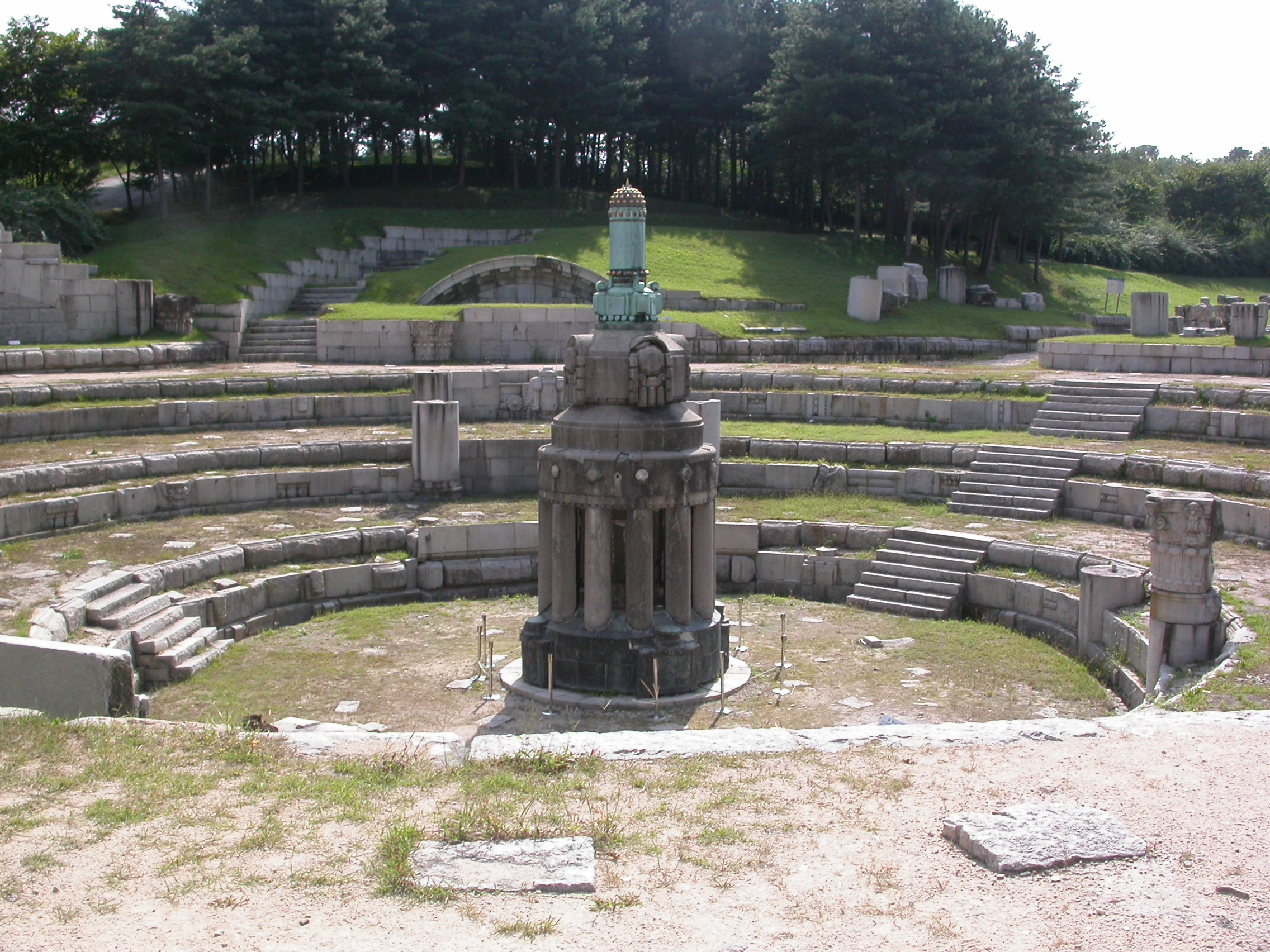
Sommet du dôme exposé au Hall de l'indépendance à Cheonan